# Jena (Luizjana)
Jena – miasto w Stanach Zjednoczonych, w stanie Luizjana, siedziba administracyjna parafii La Salle.